# Momir Talić
Momir Talić fue un militar que, como integrante del Ejército Popular Yugoslavo (JNA), se desempeñó como Jefe del Estado Mayor del 5.º Cuerpo (Banja Luka) cuando éste fue empeñado en Eslavonia Occidental durante la Guerra de Croacia (1991) y como Comandante del 1.º Cuerpo (Banja Luka) del Ejército de la Republika Srpska durante la Guerra de Bosnia (1992/95).
Luego de la guerra, fue acusado de crímenes de guerra por el Tribunal Penal Internacional para la ex Yugoslavia (TPIY) pero el juicio fue interrumpido por su delicado estado de salud.

## Datos personales
Momir Talić, perteneciente a la etnia serbia, nació el 15 de julio de 1942 en Piskavica, municipio de Banja Luka, Bosnia y Herzegovina.
Ingresó al Ejército Popular Yugoslavo el 25 de julio de 1961 como oficial con especialización en unidades blindadas y mecanizadas.
Murió en el Hospital Militar de Belgrado el 28 de mayo de 2003 por cáncer de pulmón.

## Carrera militar

### Ascensos
- 1991: tenía en grado de coronel.[1]
- 1992. durante su mandato como jefe de Estado Mayor fue ascendido al rango de Mayor General.[1]
- 31 de diciembre de 1992. Ascendido al grado de Teniente Coronel General.[1]
- 27 de junio de 1997. Ascendido al rango de General Coronel, el rango más alto en el VRS,[1]

### Destinos durante las Guerras Yugoslavas
El 26 de julio de 1991, Momir Talić fue enviado al 5.º Cuerpo del Ejército Popular Yugoslavo (Banja Luka) como jefe de Estado Mayor del Cuerpo. Permaneció en este cargo hasta el 19 de marzo de 1992 cuando fue nombrado Comandante del 5.º Cuerpo JNA. Este cuerpo, el 19 de mayo, fue redesignado como el 1.º Cuerpo de la Krajina del Ejército Serbio de Bosnia (luego VRS).
El 5 de mayo de 1992, Momir Talić se convirtió en miembro del Comando de Crisis del Ejército Serbio de Bosnia y permaneció como el Comandante del 1.º Cuerpo de Krajina durante todo el conflicto de Bosnia y Herzegovina.
El 16 de febrero de 1998 fue nombrado Jefe del Estado Mayor del VRS, el puesto más importante de esa fuerza, un puesto que ocupó hasta su detención el 25 de agosto de 1999..

### Desempeño durante la Guerra de Bosnia
Talić fue uno de los oficiales más importantes que, bajo el mando del General Ratko Mladić, conformaron el Ejército Serbio de Bosnia (luego Ejército Republika Srpska - VRS) a partir de las unidades del JNA asentadas en Bosnia. Como miembro destacado del Comando de Crisis de Banja Luka, Talic desempeñó un papel determinante en la planificación, la orquestación y la realización de las operaciones de limpieza étnica en la región. El objetivo de esta campaña fue la eliminación forzosa de musulmanes, croatas y otros no serbios del área.
Según la acusación del TPIY, el 1.º Cuerpo de la Krajina desempeñó un papel directo e indirecto en esta campaña violenta. Sus unidades bombardearon asentamientos no serbios antes de que la policía serbia bosnia y las fuerzas paramilitares, incluidos grupos de Serbia, se mudaran para terminar el trabajo. Esto resultó en la expulsión de más de 100,000 musulmanes y croatas de la región a fines de 1992.
La región bajo el control militar de Talić también albergaba algunos de los campos de detención de guerra más notorios. La exposición de los medios de comunicación occidentales en el verano de 1992 de las pésimas condiciones en que los prisioneros no serbios estaban retenidos en los campos de Omarska, Keraterm y Trnopolje colocó a Bosnia firmemente en el centro de la atención internacional.

### Actividad luego de la Guerra
Luego del fin de la guerra con los Acuerdos de Dayton de diciembre de 1995, Talić mantuvo el mando del 1.º Cuerpo. Entonces se inició una lucha de poder entre la presidente de la Republika Srpska, Biljana Plavšić, y su predecesor, Radovan Karadžić. Plavšić acusó a Karadžić de aprovecharse de las actividades de contrabando y de tratar de socavar su nuevo enfoque más pragmático para cooperar con la comunidad internacional. Talić defendió a Plavšić y como recompensa fue designado como jefe de Estado Mayor por su lealtad.
Sin embargo, el apoyo a la presidente y su disposición a trabajar con la fuerza multinacional de mantenimiento de la paz, SFOR, no lo salvó de la acusación a manos del TPIY. Había sido acusado en forma secreta en marzo de 1999. Para entonces, los fiscales del TPIY llegaron a la conclusión de que cualquier acusación pública de funcionarios serbios de Bosnia solo alentaría a los sospechosos de crímenes de guerra a convertirse en prófugos.

## Enjuiciamiento
Momir Talić fue arrestado en Viena por cargos de crímenes de guerra el 25 de agosto de 1999. El hecho tuvo lugar cuando asistía a una conferencia con altos funcionarios de la otra entidad de Bosnia, la Federación Musulmana-Croata. Durante un descanso de media mañana, el director de la Academia Militar de Austria, que organizaba el evento, invitó a Talić a su oficina. Éste asumió que esto era un signo de hospitalidad para no tener que estar parado en el pasillo mientras tomaba su café. En cambio, fue detenido inmediatamente por la policía austriaca, actuando sobre la base de una orden del Tribunal Penal Internacional para la ex Yugoslavia y llevado a La Haya.
La acusación inicial contra Talić (junto a Radoslav Brdjanin) de marzo de 1999 lo fue por responsabilidad individual y superior con respecto a la supuesta persecución de musulmanes bosnios y croatas bosnios en la Región Autónoma de Krajina (ARK) entre abril y diciembre de 1992.
La mala salud de Momir Talić resultó en la separación de los procedimientos en su contra de los de Radoslav Brdjanin el 20 de septiembre de 2002. Posteriormente, el 7 de octubre de 2002, la fiscalía presentó una nueva y quinta acusación enmendada contra el acusado Radoslav Brñanin únicamente.
Las acusaciones del tribunal internacional eran los que abajo se enumera. Talić negó los cargos en su contra y exigió ser juzgado por un tribunal militar. Su juicio comenzó en enero de 2002, pero nueve meses después fue puesto en libertad por motivos de salud.
• Genocidio; complicidad en genocidio.
• Persecuciones; deportación; actos inhumanos.
• Exterminio; matanza intencional; tortura.
• Destrucción desenfrenada de ciudades, pueblos o aldeas, o devastación no justificada por la necesidad militar; destrucción o daño intencional hecho a instituciones dedicadas a la religión.
• Destrucción extensiva ilegal y sin sentido y apropiación de propiedad no justificada por militares necesidad.

## Reconocimientos
Talić fue galardonado con la Orden de Nemanjić, la mayor decoración militar de la Republika Srpska, con especial énfasis en la Operación Corredor.
El 31 de mayo de 2003, una multitud se hizo presente en su entierro en Bosnia y Herzegovina. (archivo multimedia).
Un busto en su honor fue descubierto el 10 de junio de 2010 en su ciudad natal. Participó de los actos el presidente de la Republika Srpska, Milorad Dodik.